# Вихор (фільм)
Вихор (англ. The Circuit) — канадський бойовик.

## Сюжет
Дірк Лонгстрит — викладач університету, і ніхто з його нових друзів не знає, що колись Дірк був чемпіоном підпільних боїв без правил, де вболівальники роблять ставки на життя і смерть безстрашних бійців. Ставши єдиним, кому вдалося піти з кривавої арени живим і непереможеним, Дірк вважав, що покінчив зі своїм божевільним минулим. Але тепер йому доведеться згадати всі больові прийоми і коронні удари, щоб врятувати життя свого брата, що став бранцем жорстоких господарів боїв, які щоночі змушують його битися з жадібними вбивцями. Прагнучи сквитатися зі старими ворогами, Дірк знову вийде на арену і розтрощить всіх, хто встане у нього на шляху, адже справжнім чемпіонам невідома поразка!

## У ролях
- Олів'є Грюнер — Дірк Лонгстрит
- Саймон Кім — Кван Твін 2
- Джеймс Кім — Кван Твін 1
- Брайан Джинесс — Вікстон Хенк
- Лорен Аведон — детектив Сайкс
- Гейл Харріс — Ніколь Кент
- Ілйя Мельнікофф — Джеремі Лонгстрит
- Майкл Бленкс — Великий Воїн
- Майкл Чоу
- Дафна Оррелл — Деніз
- Біллі Драго — Ленні
- Яков Бреслер — Макс
- Крістіана Діпєтро — дівчина Макса
- Брет Вільямсон — Юджин
- Ейс Круз — Бет Такер
- Джеремі Дайенсл — тюремник
- Джалал Мерхі — редактор Білл
- Келлі Пендіграфт — Лаура
- Лорі Белл — поліцейський
- Дезі Сінгх — The Marine
- Олівер Тісс — боєць
- Леон Воллс — бандит